# Kawasaki OH-1
Kawasaki OH-1 este un elicopter de recunoaștere armat construit pentru Forțele de Autoapărare Terestre ale Japoniei, destinat să înlocuiască modelul OH-6D Loach. În martie 2014 au intrat de serviciu 38 de aparate, completând parcul existent de OH-6D.